# Campanula kachethica
Campanula kachethica är en klockväxtart som beskrevs av Kantsch. Campanula kachethica ingår i släktet blåklockor, och familjen klockväxter. Inga underarter finns listade i Catalogue of Life.